# 城內商圈
城內商圈位於台北市中正區，涵蓋範圍約在中華路一段、忠孝西路、重慶南路和寶慶路之間。東臨站前商圈，南接博愛特區，西與西門町中間相隔中華路一段。

## 特色

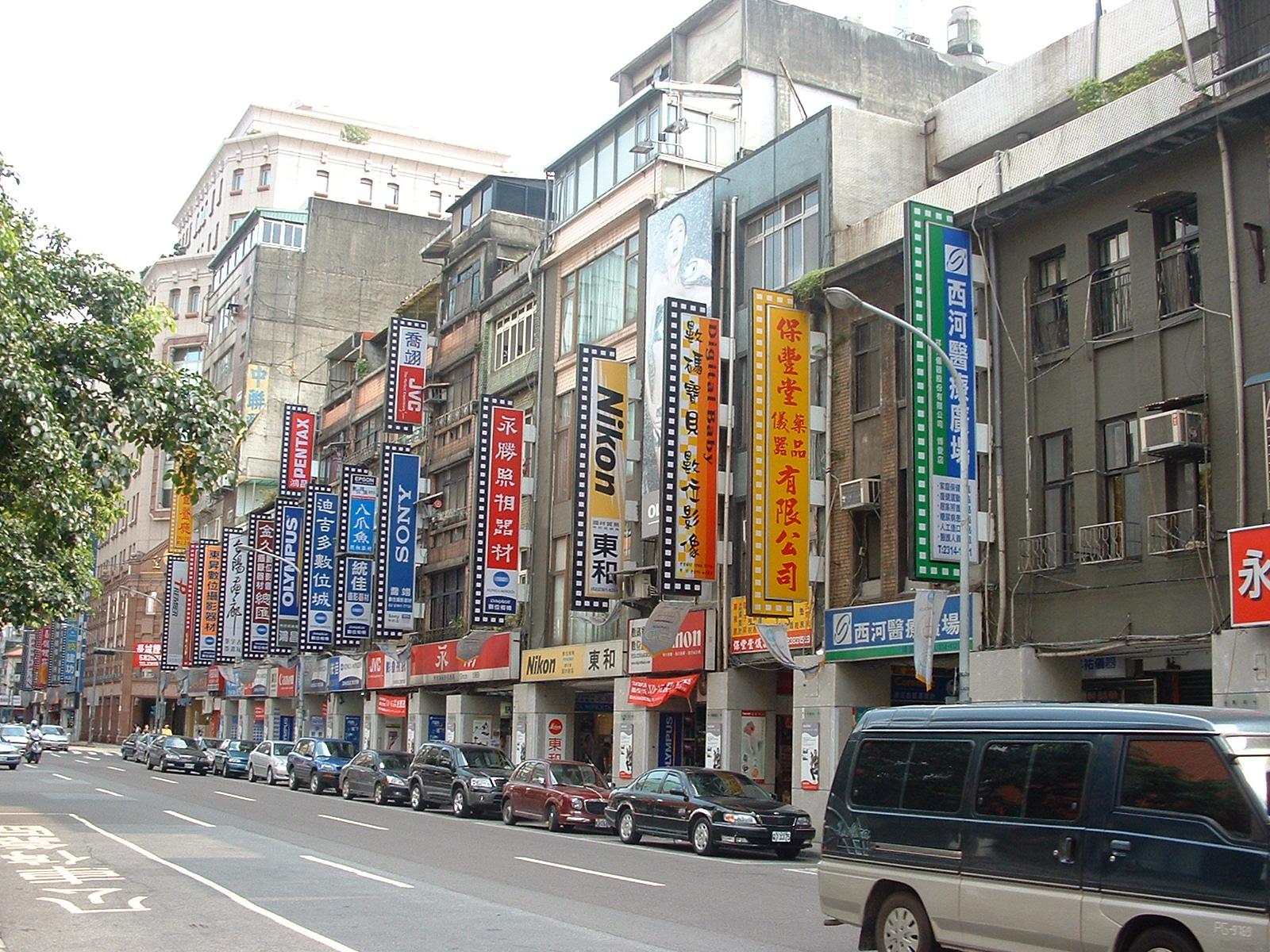
博愛路攝影器材街

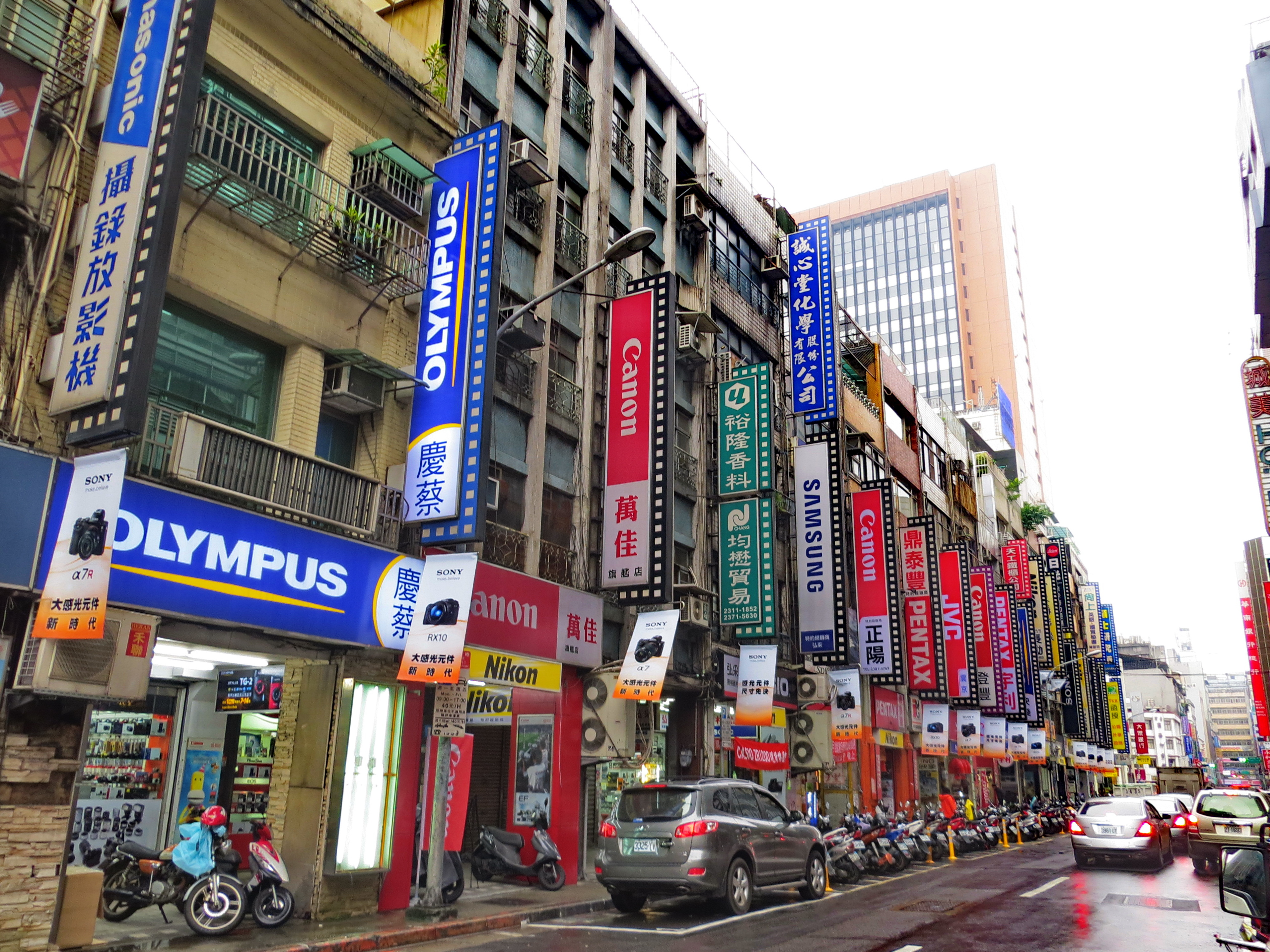
漢口街一段的攝影器材店

商圈內的店家，都發展出有各自商品特色的商街。其中「博漢區」是最廣為人知的，博漢區位於博愛路和漢口街一段附近地區，商品內容以影音設備和攝影用品為主；在中華路一段和漢口街一段的人行道上設置了一個大型裝置藝術，上面有著象徵影音用品的咖啡色留聲機標誌牌子，亦也在博愛路與延平南路交叉處設置「相機街」入口指引。桃源街因牛肉麵而聞名，但街上不只有牛肉麵，還有許多美食小吃，漸漸成為美食街。沅陵街特色商品以鞋子為主，配合主題性，在與重慶南路交叉口的街端設置了黑色皮鞋裝置藝術；商圈內的沅陵街、桃源街、永綏街、酉陽街、秀山街和部分延平南路是商圈內設有人行步磚的街道。

## 商圈設施
- 台北郵局
- 原大阪商船株式會社台北支店
- 台北中山堂
- 臺北市政府警察局
- 東一排骨臺北總店
- 臺北撫台街洋樓
- 台灣省城隍廟
- 峰圃茶莊
- 明星咖啡館
- 城中市場
- 沅陵商店街（皮鞋街）

## 相關項目
- 台北站前商圈
- 臺北城內（城內商圈名稱的來源）
- 城中 (臺北市)
- 大和町
- 台北市旅遊景點列表

## 外部連結
- 博愛路、漢口街-相機街  臺北旅遊網
- 沅陵商店街-鞋子街 - 臺北旅遊網